# Prijan Lovro
Prijan Lovro, pripovijetka Augusta Šenoe (1838. – 1881.), napisana 1873. Temelji se na stvarnom Šenoinom prijatelju iz studentskih dana u Pragu.
Pripovijetka ima oblik priče u priči. Pripovjedač August je u gostima kod prijatelja na seoskom vlastelinskom imanju. Jednog se dana na dvoru njegovih domaćina okuplja šaroliko društvo u kojem je i mjesni župnik, sudac sa suprugom i mlada udovica iz susjedstva. Nezainteresiran za političke rasprave o Napoleonu za koje se zanima župnik, pripovjedač prilazi udovici koja čita humoresku iz njemačkih novina, i započinje s njom razgovor o književnosti. Načitana sugovornica mu otkriva kako uglavnom čita romane i novele na njemačkom i francuskom. U hrvatskim pripovijestima nalazi “vječnu idilu, vječnu monotoniju” koja ne može hraniti živu intelektualnu misao i strastveni duh. To nije krivnja pisaca, jer oni tek opisuju ono što u svom zavičaju nalaze: “odnošaje malene, neznatne kako smo i mi maleni. Jesu li pisci krivi da u nas nema velikih katastrofa koje znadu uzdrmati dušu? Jesu li pisci kadri naslikati u malenu okviru velike divske slike, može li u našim okolnostima postati kakav zanimljiv junak romanu?”
Na to August počinje pričati priču o Lovri, darovitom mladiću s kojim je 1860-ih stanovao za vrijeme studija prava u Češkoj. Lovro je rođen u seoskoj obitelji u okolici Postojne. Roditelji ga kao dječaka šalju kumu zvonaru u Ljubljanu, kako bi se mogao školovati i postati svećenikom. Međutim, svećenički poziv ga ne ispunjava te ga napušta i postaje privatni učitelj grofovom sinu. Lovrina sudbina je određena njegovom nemogućnošću da nađe i slijedi životni put koji bi mu donio sreću i stabilnost. Iako je imao prilika, a i prijatelje koji su mu pomagali (oca, kuma, starog kanonika, grofa), Lovro svejedno nije postao ono što je mogao postati, i što je sam od sebe očekivao.
Na kraju priče o Lovri i njegovom životu nesretnog genija, sugovornica priznaje Augustu kako je riječ o izvrsnom junaku za roman.

## Vanjske poveznice
- Prijan Lovro, tekst u PDF-u (eLektire.skole.hr)  Arhivirana inačica izvorne stranice od 29. prosinca 2017. (Wayback Machine)